# Witloof Bay
I Witloof Bay sono un gruppo musicale belga, i cui componenti sono: Mathilde Sevrin, Florence Huby, Nicloas Dorian, Benoît Giaux, Étienne Debaisieux e Roxor Loops.
Il 12 febbraio 2011 hanno vinto la selezione nazionale, avendo così la possibilità di rappresentare il Belgio all'Eurovision Song Contest 2011 a Düsseldorf in Germania, dove hanno raggiunto l'11ª posizione in semifinale, non accadendo alla finale.

## Discografia

### Singoli
- 2011 - With Love Baby